# Anizyk
| System                        | Oddział  | Piętro    | Wiek (mln lat) |
| ----------------------------- | -------- | --------- | -------------- |
| Jura                          | wczesna  | Hettang   | młodsze        |
| Trias                         | Górny    | Retyk     | 201,3–208,5    |
| Trias                         | Górny    | Noryk     | 208,5–227,0    |
| Trias                         | Górny    | Karnik    | 227,0–237,0    |
| Trias                         | Środkowy | Ladyn     | 237,0–242,0    |
| Trias                         | Środkowy | Anizyk    | 242,0–247,2    |
| Trias                         | Dolny    | Olenek    | 247,2–251,2    |
| Trias                         | Dolny    | Ind       | 251,2–251,902  |
| Perm                          | Loping   | Czangsing | starsze        |
| Podział według ICS, luty 2017 |          |           |                |

Anizyk – w stratygrafii piętro środkowego triasu w eratemie mezozoicznym trwające w zależności od przyjmowanego podziału triasu od około 5 do około 8 milionów lat. Dokładny czas jego trwania jest przedmiotem sporów. Do 2012 roku Międzynarodowa Komisja Stratygrafii przyjmowała, że anizyk rozpoczął się około 245,9 mln lat temu a zakończył 237 ± 2,0 mln lat temu; w roku 2012 Komisja poprawiła datowanie na od 247,2 do ok. 242 mln lat temu. Młodsze piętro od oleneku a starsze od ladynu. Nazwa pochodzi od rzeki Anizy (łac. Anisus) w Alpach Austriackich.

## Fauna anizyku

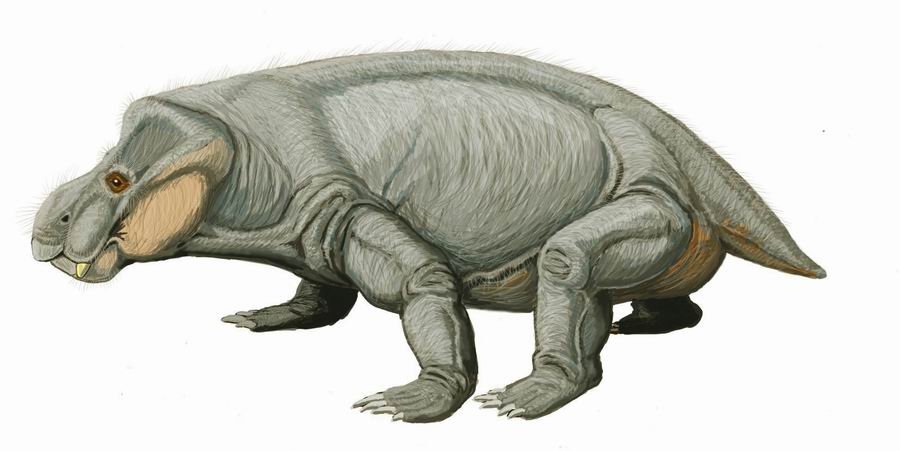
Kannemeyeria

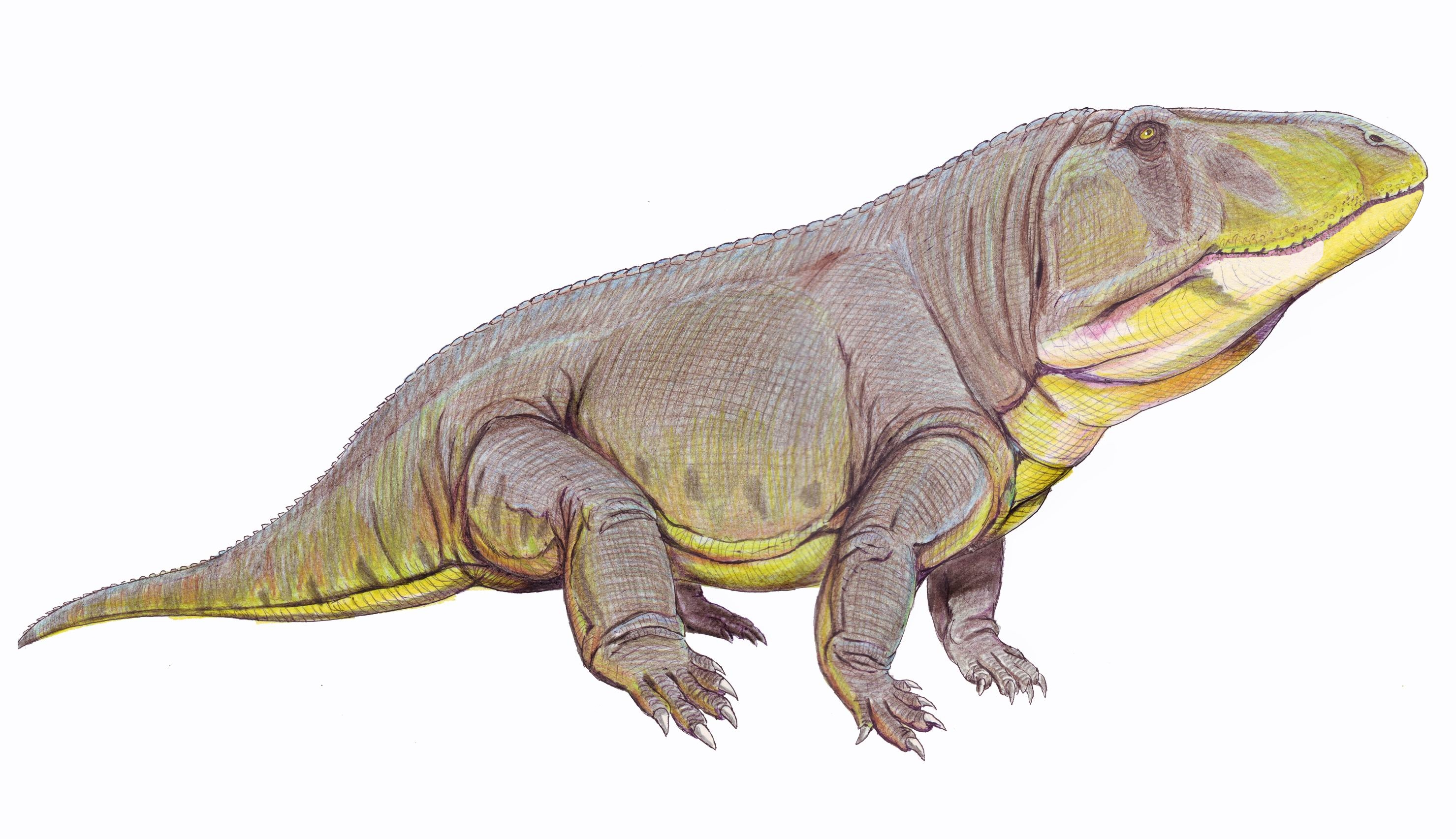
Erythrosuchus africanus

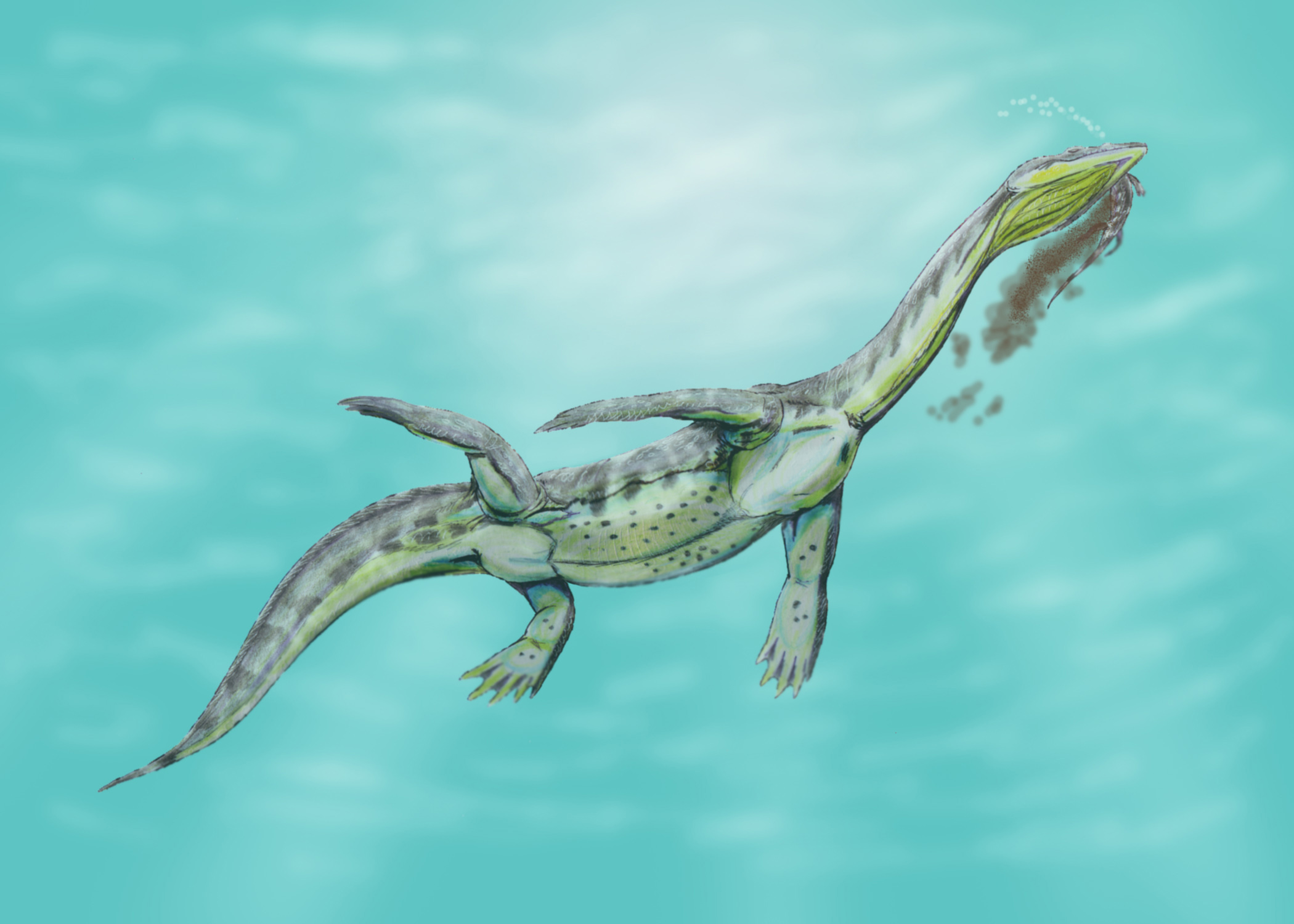
Ceresiosaurus calcagnii

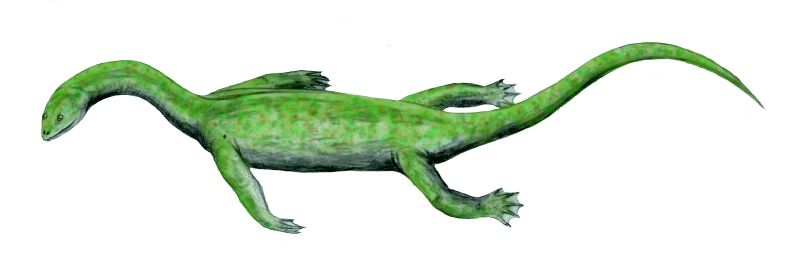
Keichousaurus hui

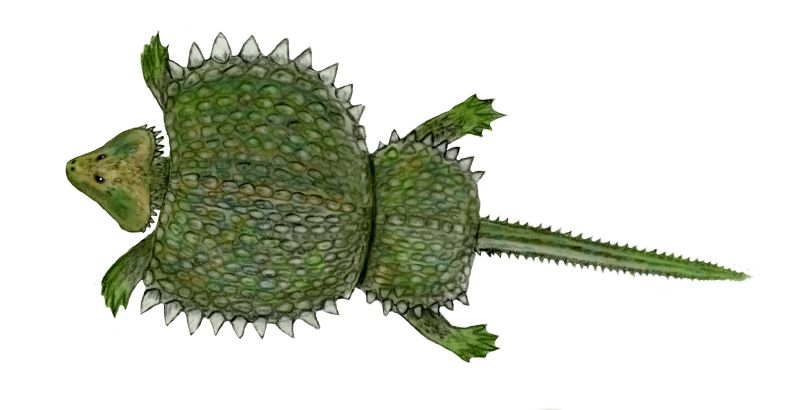
Cyamodus rostratus

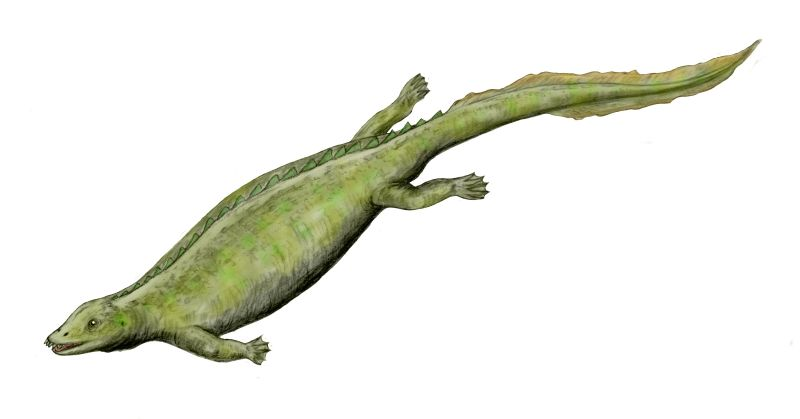
Paraplacodus broili

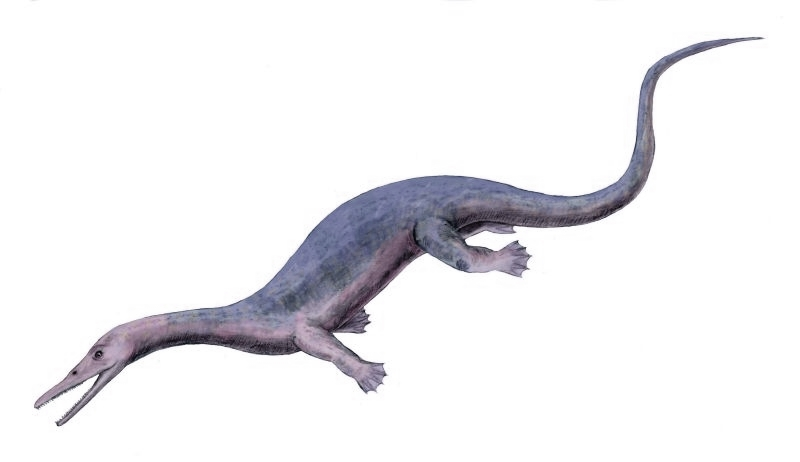
Askeptosaurus italicus

### Terapsydy
- Kannemeyeria – dicynodon; RPA, Argentyna, Indie, Australia

### Archozauromorfy
- Erytrozuch – erytrozuch; południowa Afryka, Rosja, Chiny

### Notozaury
- Ceresiosaurus – notozaur; Europa
- Anarosaurus – Pachypleurosauria
- Dactylosaurus – Pachypleurosauria; Europa
- Keichousaurus – Pachypleurosauria; Chiny

### Plakodonty
- Cyamodus – Cyamodontoidea; Niemcy
- Paraplakodus – Paraplacodontidae; północne Włochy

### Thalattosauria
- Askeptozaur – Askeptosauridae; Włochy, Szwajcaria

### AmonityCeratitida
- Ananorites
- Arthaberites
- Beyrichites
- Bosnites
- Buddhaites
- Bukowskiites
- Caucasites
- Danubites
- Gangadharites
- Japonites
- Laboceras
- Longobarditoides
- Mesocladiscites
- Noetlingites
- Parapinacoceras
- Parasageceras
- Phyllocladiscites
- Proavites
- Pseudodanubites
- Psilocladiscites
- Salterites
- Tropigymnites
- Xiphogymnites
- Pararcestes
- Sageceras

- Alloptychites
- Anagymnites
- Grambergia
- Groenlandites
- Gymnites
- Lenotropites
- Pearylandites
- Silberlingites
- Isculites
- Stenopopanoceras

- Acrochordiceras
- Alanites
- Anagymnotoceras
- Arctohungarites
- Balatonites
- Bulogites
- Cuccoceras
- Czekanowskites
- Epacrochordiceras
- Hollandites
- Huishuites
- Inaigymnites
- Ismidites
- Kiparisovia
- Malletophychites
- Nicomedites
- Phillipites
- Platycuccoceras
- Pronoetlingites
- Reiflingites
- Discoptychites
- Intornites
- Nevadisculites
- Paraceratites
- Parapopanoceras
- Proarcestes
- Longobardites
- Ptychites

- Amphipopanoceras
- Aplococeras
- Arctogymnites
- Eudiscoceras
- Eutomoceras
- Gymnotoceras
- Halilucites
- Judicarites
- Kellnerites
- Metadinarites
- Nevadites
- Parakellnerites
- Proteusites
- Repossia
- Semiornites
- Serpianites
- Stoppaniceras
- Ticinites
- Tozerites
- Tropigastrites
- Joannites
- Epigymnites
- Ceratites
- Flexoptychites
- Frechites
- Norites
- Gevanites
- Hungarites

### Phylloceratida
- Spinoleiophyllites
- Ussurites
- Monophyllites

### Łodzikowce
- Trachynautilus
- Thuringionautilus
- Styrionautilus
- Indonautilus
- Sibyllonautilus
- Paranautilus
- Holconautilus
- Proclydonautilus

### Aulacocerida
- Crassiatractites
- Breviatractites
- Mojsisovicsteuthis